# Shams 1
Shams 1 é uma usina solar, localizada em Abu Dhabi, capital dos Emirados Árabes Unidos. Inaugurada em 17 de março de 2013, tornou-se a maior usina de energia solar concentrada do mundo. Produz cerca de 100 Megawatts e custou 600 milhões de dólares.